# Douglas (calciatore)
Douglas, all'anagrafe Douglas Franco Teixeira (Florianópolis, 12 gennaio 1988), è un calciatore brasiliano naturalizzato olandese, difensore del Barbaros.

## Caratteristiche tecniche
Douglas è un difensore centrale roccioso che pecca però di lentezza. Molto forte nell'anticipo e nel colpo di testa, può essere adattato a terzino destro con compiti puramente di copertura data la grande forza fisica e l'abilità tattica.

## Carriera
Il 1º febbraio 2018 viene trovato positivo a un controllo antidoping effettuato nell'aprile del 2017, dopo aver assunto inconsapevolmente un diuretico contenente una sostanza vietata dalla WADA. Nel 2020, al termine della squalifica, viene tesserato dal Kickers Würzburg.

## Palmarès

### Club

#### Competizioni nazionali
- Campionato olandese: 1

Twente: 2009-2010
- Supercoppa dei Paesi Bassi: 2

Twente: 2010, 2011
- Coppa dei Paesi Bassi: 1

Twente: 2010-2011